# ورداوية النيل
ورداوية النيل (الاسم العلمي:Eichhornieae) هي قبيلة من النباتات تتبع فصيلة البونتديرية من رتبة الوعلانيات.

## أجناس ورداوية النيل
- ورد النيل